# Erdmann Gottfried Schneider
Erdmann Gottfried Schneider (* 1. Mai 1700 in Budissin; † 10. März 1767) war Bürgermeister von Bautzen, Prätor, Scholarch des Bautzener Gymnasiums, Schriftsteller und Inspektor des Waisenhauses, wie auch der Dorfschaften Purschwitz und Meschwitz.

## Leben und Wirken
Schneider machte sich besonders durch seine testamentarische Stiftung (1500 Taler) vom 12. März 1758 verdient (Publikation neun Jahre später, an seinem Todestag). Für 500 Taler sollte das Bautzener Männerhospital errichtet werden und von den Zinsen der verbleibenden 1000 Taler sollten arme, erwerbsunfähige und unbescholtene Bürger oder gegebenenfalls die im Hospital aufgenommene Personen profitieren. Das Hospital wurde gemäß Schneiders Bestimmung spätestens vier Jahre nach seinem Tod, im Jahr 1771 eröffnet. In den Folgejahren wurde es mehrfach durch noch größere Stiftungen beholfen und konnte im Jahr 1799 die Anzahl der Hospitaliten von drei auf fünf erhöhen.
Erdmann Gottfried Schneider war der Sohn Gottfried Schneiders. Er studierte in Budissin und Leipzig, wurde im Jahr 1734 zum Senator gewählt und promovierte im Jahr darauf zum Doktor beider Rechte. 1745 war er Stadtrichter, 1747 Konsul, ein Jahr später Bürgermeister, wohl jeweils in Budissin. Er soll als Bürgermeister gestorben sein, also 20 Jahre nachdem er im Jahr 1767, möglicherweise bis an sein Lebensende, das Amt des Bürgermeisters erlangte.
Am 29. Mai 1743 erbte Schneider das Gut Semmichau. Seine Frau Juliane Magdalene (geb. Arnst, verw. Thamm), die vorherige Besitzerin, war an dem Tag verstorben.
Des Weiteren gibt es Kunde von Schneider, als da er, erwähnt als Prätor, am 30. November 1745 vom geheimen Kriegsrat von Schönberg zu sich gerufen wurde. Es stand der Einmarsch der Preußen auf Bautzen, u. a. des Generalleutnants Lehwaldt unmittelbar bevor (Zweiter Schlesischer Krieg).
Am 21. Februar 1758 stiftete Schneider der Schützengilde 200 Taler, deren Zinsen für ein zu veranstaltendes bürgerliches Schießen, 8 Tage vor dem königlichen Schießen aufzubringen seien. Die Gewinne des bürgerlichen Schießen waren nach der Bestimmung zwei Silberlöffel und zwei „Zinngewinne“.
Schneiders „Muhme“ war Christine Regina Sophie (geb. Schneider), verheiratet mit Karl Benjamin Acoluth.
Schneiders Bildnis im Ratssitzungssaal des Bautzener Rathauses ist im Jahr 1910 belegt: „Auf Kupfer, in Oel, 54 : 69 cm messend. Brustbild eines am Tische sitzenden Mannes mit dunkelgrünem Rock, reich goldstickiger Weste, gepudert, zusammengebundener Perücke. Hintergrund grüner Vorhang und Bücher.“

## Schriften
- Betrachtung über die Wissenschaft der Glückseligkeit (Co-Autor: Christian Gottlob Schlintzigk), 1756
- Dissertatio inauguralis De successione matris ex statuto Budissinensi vulgo Vom Schooss-Fall quam auctoritate illustris ictorum ordinis praeside..., 1735 (Online)
- Procancellarius D. Carolus Fridericus Romanus facultat. iurid. assess. et praet. lips. solennia inauguralia, 1735